# Louis Lotter
Pour les articles homonymes, voir Lotter.
Louis Lotter, né en 1981, est un nageur sud-africain.

## Carrière
Louis Lotter remporte la médaille d'or du 100 mètres brasse aux Championnats d'Afrique de natation 2002 au Caire.